# Dors, mon amour
Dors, mon amour ("Dormi, amore mio") è stata la canzone vincitrice dell'Eurovision Song Contest 1958, scritta da Hubert Giraud e Pierre Delanoë, cantata, in francese, da André Claveau, rappresentante della Francia.
La canzone è fortemente leggera, sembra infatti una "ninna nanna", in cui il cantante descrive la potenza della notte e dell'amore che prova per la sua amata, che può dormire tranquilla.
La performance è stata la terza della serata, dopo i Paesi Bassi (con Corry Brokken) e prima del Lussemburgo (rappresentato da Solange Berry). Conclusa la votazione, Claveau risultò il primo vincitore maschio nella storia della manifestazione, totalizzando 27 punti.